# 富士市立須津中学校
富士市立須津中学校（ふじしりつすどちゅうがっこう）は静岡県富士市にある公立中学校。周辺地域では須津中と呼ばれることが多い。
校地面積25,271m2（うち校舎面積5,640m2、屋体面積2,813m2）。
校章は、敷地内にも植えられている栴檀（せんだん）の木をデザインしたもの。
略称は「須津」

## 沿革
- 1947年（昭和22年）4月1日 - 創立　須津村立須津小学校に設置[3]
- 1947年（昭和22年）4月21日 - 富士郡須津村立須津中学校　開校式
- 1997年（平成9年）4月01日 - 創立50周年

## 目標
学校教育目標
- やさしく 生きる

重点目標
- 隣人や社会に貢献する

## 施設利用
- 校内の屋内運動場は、夜間のみ市民が利用することができる（事前申し込みが必要）[4]。

## 通学区域
富士市立須津小学校の学区
- 中里町１.２.３.４、中里新富町、中里八幡町、中里寿町、中里曙町、神谷緑町、神谷町１.２.３、増川町 １.２.３、川尻町１.２、江尾町１.２

富士市立東小学校の学区
- 浮島町１.２.３[5]

## 指定避難所
須津中学校は、以下の地域の避難所に指定されている。
- 中里１.３、中里新富町、神谷緑町、神谷町２.３、増川町１.２.３、江尾町１.２

## 進学元小学校
- 富士市立須津小学校[7]
- 富士市立東小学校[7]

## 生徒数・学級数・職員数
| 生徒数                  | 学級数 | 職員数 |
| ----------------------- | ------ | ------ |
| 360人                   | 14(2)  | 27人   |
| ※カッコ内は特別支援学級 |        |        |

## 主な行事
- 的場祭（体育の部・文化の部）
- 林間学校（2年・西湖周辺）
- 修学旅行（3年・京都、奈良）
- 千人集会（須津中・須津小・東小）

## 部活動
- 野球部
- サッカー部
- 陸上競技部
- 剣道部
- 卓球部（男・女）
- ソフトテニス部（男・女）
- バスケットボール部（男・女）
- バレーボール部（女）
- 美術部
- 吹奏楽部[8]

## 著名な卒業生
- 結花乃（歌手）[9]
- 後藤碧生（ピアニスト）[10]